# Club Deportivo Everest
O Club Deportivo Everest, anteriormente conhecido como Círculo Deportivo Everest é um clube equatoriano de futebol, da cidade de Guayaquil. O clube está filiado à Asociación de Fútbol del Guayas.

## História
O Everest foi fundado no dia 2 de fevereiro de 1931. Foi campeão equatoriano uma única vez, em 1962. O título valeu-lhe vaga na Copa Libertadores da América do ano seguinte, a única participação do clube na principal competição sul-americana. O Everest foi eliminado pelo Peñarol, sofrendo duas goleadas: 5 a 0 no Equador e 9 a 1 no Uruguai.

## Títulos

### Nacionais
- Campeonato Equatoriano: 1962.[1]
- Vice-Campeonato Equatoriano 2ª Divisão: 1979.[2]

## Artilheiros
- Artilheiros do Campeonato Equatoriano

1. Galo Pinto - 1961 (12 gols).

## Ídolos
- Alberto Spencer